# Pièce de 100 dinars algériens
La pièce de 100 dinars est l'une des divisions du dinar algérien en circulation de type bimétallique. Son émission a été décidée par le conseil de la monnaie et du crédit en date du 13 mars 1996.

## Description
Les pièces de 100 dinars sont composées de deux parties : le cœur est formé de cupronickel de couleur jaune rosâtre, l'extérieur d'un alliage à base d'acier inoxydable de couleur gris acier. Elles ont un diamètre de 29,50 mm (cœur: 19,55 mm), une épaisseur de 2,30 mm et une masse de 11 g (cœur: 5,40 g, couronne: 5,60 g).

## Avers
Sur l'avers (côté face de la pièce) est représentée une tête de cheval pur-sang amazigh orientée vers la droite et située à l’intérieur du cœur, exception faite du mufle et du poitrail qui débordent sur la couronne. À droite, dans le cœur, se trouve un double millésime hégirien et grégorien de l’année de frappe.

## Revers
Sur les parties supérieure et inférieure de la pièce, deux mentions sont inscrites : le nom de la Banque d'Algérie (en arabe : بنك الجزائر), et le nom de l'unité nationale (en arabe : دينار).  
Le chiffre 100 est symbolisé entre ces deux mentions. Le chiffre 1 inscrit sur le cœur et la couronne représenté par un palmier à l’intérieur d'un motif de la forme d'une porte du sud algérien. Le premier chiffre 0, situé au centre de la pièce sur le cœur, est représenté par la tête du cheval pur-sang arabe orientée vers la droite, le deuxième chiffre 0, inscrit sur le cœur et la couronne, est représenté par le même cheval, tête orientée vers la gauche.

### Faces commémoratives
En 2002, la banque d'Algérie a mis en circulation une nouvelle série de pièces de cent dinars à l'occasion du 40e anniversaire de l'indépendance de l'Algérie.
Elle a gardé son revers, mais sa nouvelle face est constituée par la représentation du logo du 40e anniversaire de l’indépendance et de la jeunesse et comportant de droite à gauche, trois têtes superposées, barrées sur la partie supérieure par le mot Algérie (en arabe : الجزائر) au-dessus duquel sont représentées des flammes en guise de chevelure de ces personnes. Au centre de la pièce est représenté le chiffre 40, à gauche et autour duquel, 5 étoiles sont en arc de cercle. En dessous sont inscrits la date et le millésime : 5 juillet 2002.
Sur la couronne, à gauche et en cercle, le texte le quarantième anniversaire de l’indépendance et de la jeunesse est écrit en arabe (الذكرى الأربعون لعيد الاستقلال و الشباب).